# Пучковский (посёлок станции)
Пучковский — поселок станции в Ярославском районе Ярославской области. Входит в состав Заволжского сельского поселения.

## География
Находится в восточной части Ярославской области на расстоянии приблизительно 25 км на север-северо-восток по прямой от станции Филино у железнодорожной линии Ярославль-Данилов.

## История
Станция Пучковский была открыта в 1901 году.

## Население
Численность населения: 34 человека (русские 94 %) в 2002 году, 21 в 2010.